# Очень плохая училка (телесериал)
«О́чень плоха́я учи́лка» (англ. Bad Teacher) — американский комедийный ситком, созданный Хилари Уинстон по мотивам  одноименного фильма 2011 года. Премьера телесериала состоялась 24 апреля 2014 года на канале CBS, как часть американского телевизионного сезона 2013-14 года. 10 мая 2014 года канал закрыл сериал из-за низких рейтингов. 22 мая 2014 года после выхода в эфир пятой серии, запланированные шестая и седьмая серия были изъяты из графика трансляции и заменены повторами эпизодов телесериала «Миллеры в разводе».

## Синопсис
Телесериал рассказывает о жизни молодой, красивой, целеустремленной статусной жены, которая после развода ничего не получает. Её задачей становится поиск нового богатого кандидата на роль её мужа. Для достижения этой цели она разрабатывает план, первым пунктом которого становится трудоустройство в среднюю школу.

## В ролях

### Основной состав
- Эри Грейнор — Мередит Дэвис
- Кристин Дэвис — Джинни Тэйлор Клапп
- Дэвид Алан Грир — Карла Джейнес
- Гилберт, Сара — Ирэн
- Райан Хэнсен — Джоил Котски
- Сара Родер — Лили

### Приглашенные звезды
- Киша Шарп — Дэниз
- Кэйтлин Кимболл — Ким

## Производство

### Разработка
Первое упоминание о создании телесериала состоялось 5 октября 2012 года, а уже 23 января 2013 телесериал получил заказ на пилотный эпизод. Дон Скардино был назначен его режиссёром 13 марта 2013 года. 13 мая 2013 года было объявлено, что телесериал не выйдет в осенний телевизионный сезон 2013 года на CBS. Сериал отсутствовал в расписании телевизионного сезона 2013-14 года, который CBS представила 15 мая 2013 года, но уже 22 мая 2013 года, телеканал объявил о заказе сериала для телевизионного сезона 2013-14.

### Кастинг
18 февраля 2013 года Дэвид Алан Грир был первый из актеров присоединившийся к телепроекту в роли Карла. На следующий день, Эри Грейнор была утверждена на Мередит. 21 февраля 2013 года Райан Хэнсен также присоединяется к проекту в роли Джоил. 6 марта была отверждена Сара Гилберт в роли Ирэн, а спустя неделю Кристин Дэвис была выбрана на роль Джинни. В тот же день Сара Родер была утверждена на роль Лили, но данную новость в тот день не объявляли. 19 марта 2013 года Кэйтлин Кимболл получила периодическую роль в телесериале.

## Эпизоды
| №  | Название                | Режиссёр          | Автор сценария                | Дата премьеры  | Произв. код | Зрители в США (млн) |
| -- | ----------------------- | ----------------- | ----------------------------- | -------------- | ----------- | ------------------- |
| 1  | «Pilot»                 | Дон Скардино      | Хилари Уинстон                | 24 апреля 2014 | 100         | 7.80                |
| 2  | «Daddy Issues»          | Питер Лоэр        | Тим МакОлиффи                 | 1 мая 2014     | 103         | 6.47                |
| 3  | «Evaluation Day»        | Бен Дуган         | Виктор Нелли                  | 8 мая 2014     | 106         | 5.73                |
| 4  | «Fiedtrippers»          | Брайан Гордон     | Билли Финнегэн                | 15 мая 2014    | 107         | 5.48                |
| 5  | «The 6th Grade Lock-In» | Адам Дэвидсон     | Эрика Ривинойя                | 22 мая 2014    | 104         | 4.34                |
| 6  | «Yearbook»              | Фред Сэвидж       | Мэттью Либман и Дэниел Либман | 5 июля 2014    | 110         | 1.52                |
| 7  | «Divorced Dudes»        | Фред Госс         | Хилари Уинстон                | 5 июля 2014    | 101         | 1.40                |
| 8  | «Nix the Fat Week»      | Эрик Аппел        | Эми Поча и Сет Коэн           | 12 июля 2014   | 109         | 1.54                |
| 9  | «Life Science»          | Эяль Гордин       | Мэт Харавитц                  | 12 июля 2014   | 102         | 1.48                |
| 10 | «Found Money»           | Мэтт Сон          | Джейми Ронхеймер              | 19 июля 2014   | 105         | 1.46                |
| 11 | «A Little Respect»      | Фред Госс         | Дэвид Хью и Мэттью Фланаган   | 19 июля 2014   | 108         | 1.35                |
| 12 | «The Bottle»            | Линда Мендоса     | Джейми Ронхеймер              | 26 июля 2014   | 111         | 1.47                |
| 13 | «What's Old Is New»     | Джей Чандрашекхар | Хилари Уинстон                | 26 июля 2014   | 112         | 1.51                |

## Реакция

### Отзывы критиков
На день премьеры телесериала, 24 апреля 2014 года, его рейтинг на сайте Metacritic был 54/100, исходя из оценки 9 критиков. Бэн Треверс из ndieWire.com оценил пилотный эпизод на «D». Митч Салем из ShowBuzzDaily.com выступил с вердиктом для телесериала — «Переключите канал».

### Телевизионные рейтинги
| №  | Эпизод                  | Дата показа в США | Таймслот      | Зрители США (миллионы) | Рейтинг (возраст 18-49) |
| -- | ----------------------- | ----------------- | ------------- | ---------------------- | ----------------------- |
| 1  | "Pilot"                 | 24 апреля 2014    | Четверг 21:30 | 7.80                   | 2.1/6                   |
| 2  | "Daddy Issues"          | 1 мая 2014        | Четверг 21:30 | 6.47                   | 1.4/4                   |
| 3  | "Evaluation Day"        | 8 мая 2014        | Четверг 21:30 | 5.73                   | 1.3/4                   |
| 4  | "Fieldtrippers"         | 15 мая 2014       | Четверг 21:30 | 5.48                   | 1.4/4                   |
| 5  | "The 6th Grade Lock-In" | 22 мая 2014       | Четверг 21:30 | 4.34                   | 1.1/4                   |
| 6  | "Yearbook"              | 5 июля 2014       | Суббота 20:00 | 1.52                   | 0.3/1                   |
| 7  | "Divorced Dudes"        | 5 июля 2014       | Суббота 20:00 | 1.40                   | 0.3/1                   |
| 8  | "Nix the Fat Week"      | 12 июля 2014      | Суббота 20:00 | 1.54                   | 0.3/1                   |
| 9  | "Life Science"          | 12 июля 2014      | Суббота 20:00 | 1.48                   | 0.3/1                   |
| 10 | "Found Money"           | 19 июля 2014      | Суббота 20:00 | 1.46                   | 0.3/1                   |
| 11 | "A Little Respect"      | 19 июля 2014      | Суббота 20:00 | 1.35                   | 0.3/1                   |
| 12 | "The Bottle"            | 26 июля 2014      | Суббота 20:00 | 1.47                   | 0.3/1                   |
| 13 | "What's Old Is New"     | 26 июля 2014      | Суббота 20:00 | 1.51                   | 0.3/1                   |